# 藤井健 (国土交通官僚)
藤井 健（ふじい たけし、1959年1月7日 - ）は、日本の国土交通官僚。長崎県副知事や、長崎県道路公社理事長、国土交通省国土政策局長等を経て、首都高速道路代表取締役。

## 人物・経歴
東京都出身。1983年一橋大学経済学部卒業、建設省入省。1993年から岡山県に出向し、地域振興部地域政策課長や、企画部企画課長を務め、岡山情報ハイウェイ構築などに携わった。1997年建設省住宅局住宅政策課長補佐。1998年建設省住宅局住宅政策課建設専門官。1999年建設省都市局都市総務課企画官。
2000年扇千景建設大臣秘書官事務取扱。2001年扇千景国土交通大臣秘書官事務取扱。2003年国土交通省総合政策局政策課政策企画官。2004年国土交通省土地・水資源局土地政策課土地市場企画室長。2006年国土交通省土地・水資源局土地情報課長。
2007年から長崎県副知事を務め、長崎県道路公社理事長、長崎県産炭地域振興財団理事長、長崎県土地開発公社理事長、石木ダム地域振興対策基金理事長、長崎県農業振興公社理事長、長崎県漁業公社代表取締役社長も兼務。2010年長崎県知事選挙では自由民主党から出馬要請を受けたが固辞した。2011年国土交通省大臣官房参事官（会計担当）。2012年国土交通省大臣官房会計課長。
2013年国土交通省大臣官房審議官（国土政策局担当）。2014年7月8日、関東地方整備局副局長、首都圏広域地方計画推進室長。2016年6月21日から国土交通省国土政策局長を務め、人口減少社会への対応を進めた。2017年7月7日、退官。
2018年東急総合研究所顧問、十八銀行取締役。2019年長崎経済研究所顧問。2021年首都高速道路代表取締役専務、さいたま市大宮GCS推進戦略会議委員、日本プロジェクト産業協議会国土・未来プロジェクト研究会委員、道路新産業開発機構評議員。2023年人口戦略会議実務幹事。